# بيرهون جوكي

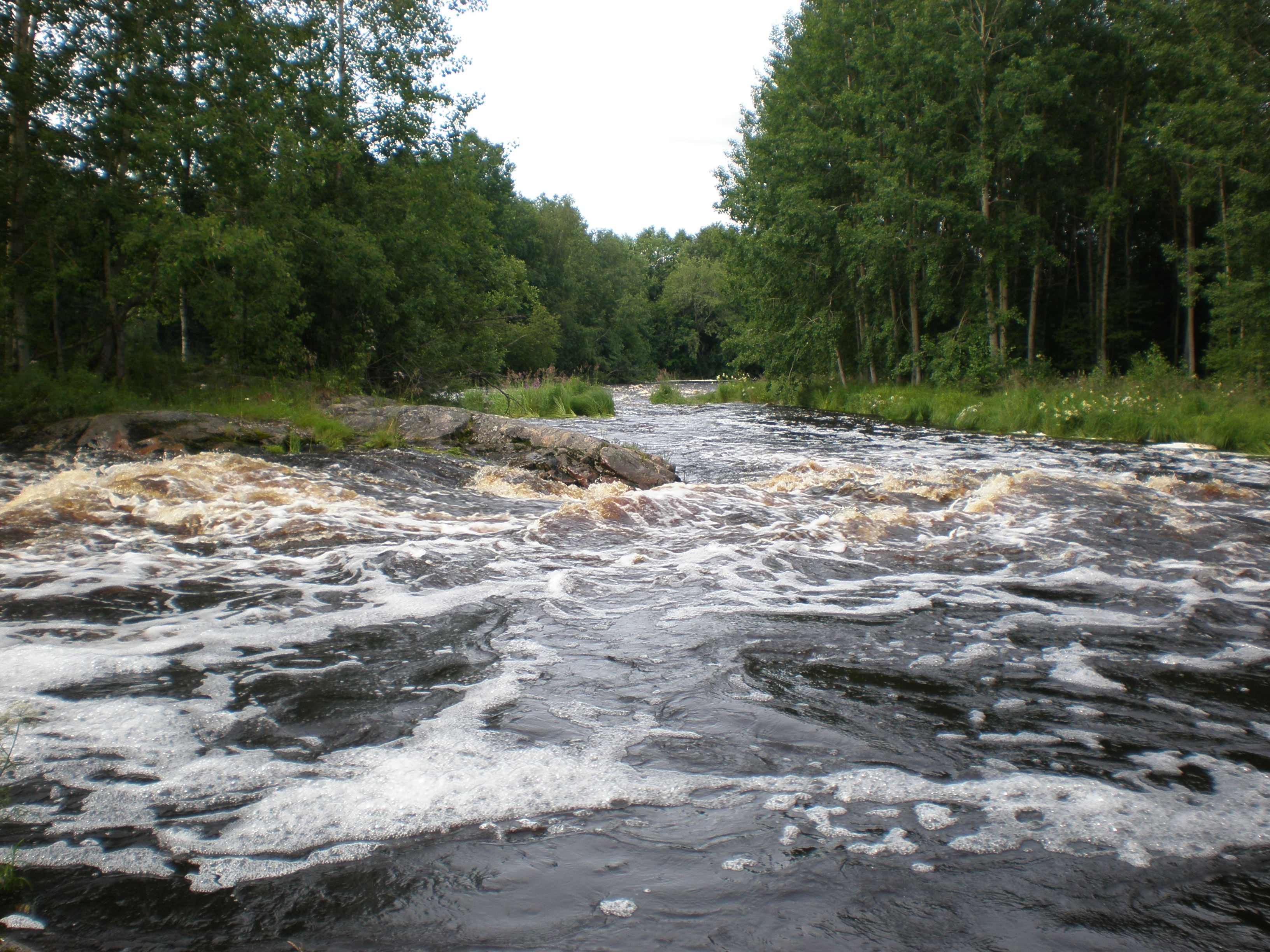
نهر بيرهون جوكي

بيرهون جوكي هو نهر يقع في فنلندا في منطقة بوهيانما الوسطى. حيث يتدفق 114 كم في خليج بوثنيه.